# 尤登多夫-施特拉森格尔
尤登多夫-施特拉森格尔是奥地利施蒂利亚州格拉茨城郊县的一个市镇。总面积10.61平方公里，而截至2016年1月1日的人口數據，當地总人口為5851人，人口密度550人/平方公里。

## 历史
1849年庄园制被废除后属格拉特韦恩管辖，1860年尤登多夫-施特拉森格尔成为了奥匈帝国境内著名的疗养地，于1909年从格拉特韦恩分割出来成为独立的社区。